# Aberracja światła

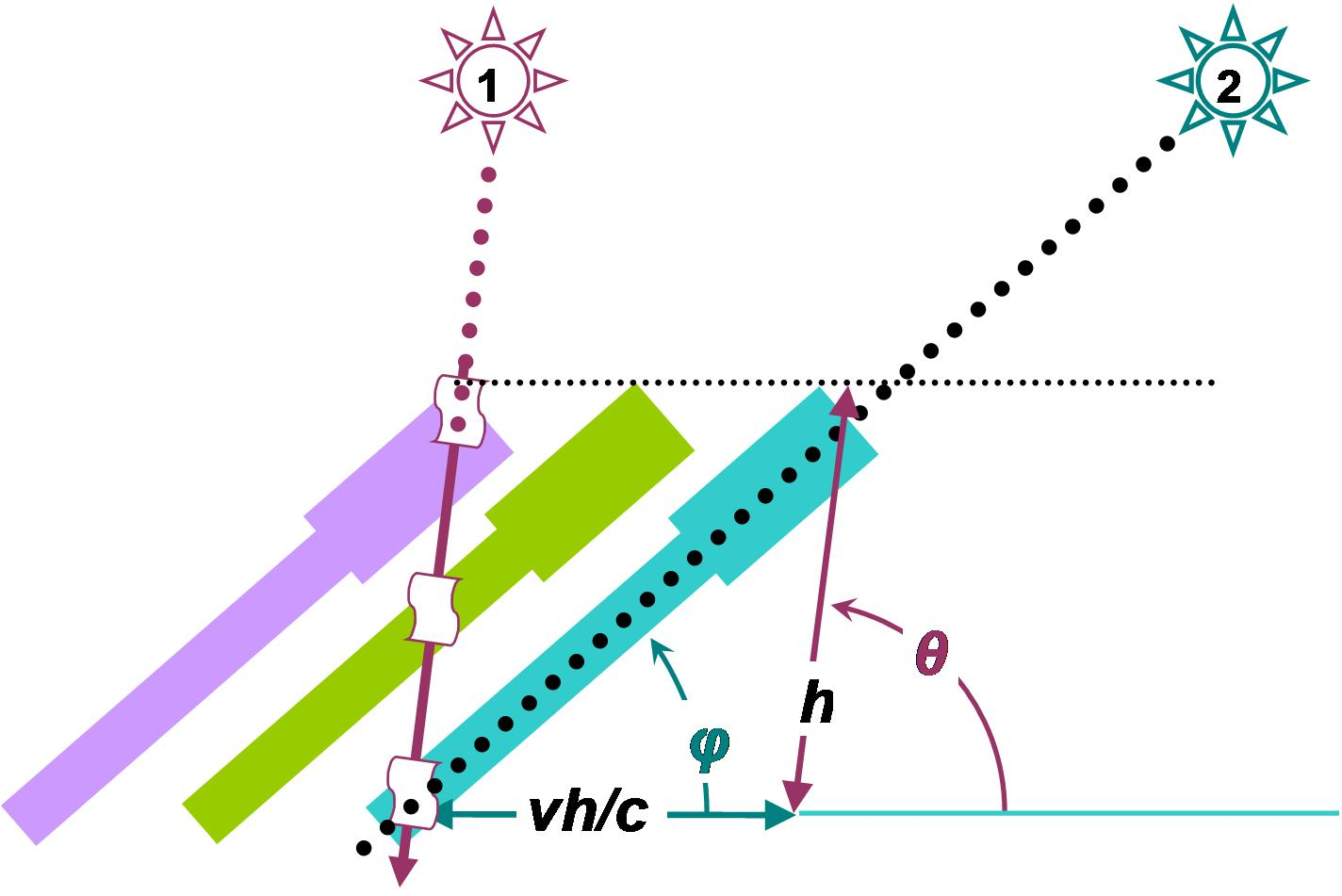
Schemat aberracji

Schemat przedstawiający aberrację gwiazdową

Aberracja światła (określana także jako aberracja astronomiczna lub aberracja gwiezdna) – w astronomii i nawigacji astronomicznej zjawisko polegające na pozornej zmianie nachylenia kątowego ciał niebieskich w wyniku ruchu ziemi w cyklu rocznym. Zjawisko to odkrył w 1728 roku James Bradley, który chcąc odkryć zjawisko paralaksy rocznej, mierzył zmiany deklinacji gwiazdy Eltanin (Gamma Draconis). Efekt ten powstaje w czasie, gdy promień światła dociera od źródła do poruszającego się obserwatora (np. statku), a jego kierunek jest wynikiem wektorowego połączenia prędkości światła i ruchu obserwatora.

## Aberracja dla małych prędkości
Bradley wytłumaczył ten efekt geometrycznym złożeniem prędkości orbitalnej Ziemi i prędkości światła od gwiazdy, otrzymując w ten sposób wzór:
{\displaystyle \operatorname {tg} \theta ={\frac {v}{c}}.}
Wzór ten jest stosunkowo dobrym przybliżeniem dla obserwacji niezbyt odległych gwiazd z Ziemi, jako że porusza się ona ze stosunkowo niską, nierelatywistyczną prędkością (v = 30 km/s). Jednakże złożenie prędkości Ziemi i światła nie jest poprawną interpretacją, daje w rzeczywistości błędne wyniki, wymaga bowiem istnienia prędkości większych niż prędkość światła w próżni. Dokładne wytłumaczenie podaje dopiero mechanika relatywistyczna.
Ten wzór pozwolił Bradleyowi na oszacowanie prędkości światła w próżni na 301 000 km/s (we współczesnych jednostkach). Ta metoda mierzy jednokierunkową prędkość światła, a nie – jak większość innych – średnią prędkość odbitego światła w dwóch kierunkach.

## Relatywistyczna interpretacja zjawiska aberracji
Aberracja światła, podobnie jak poprzeczny efekt Dopplera, jest poprawnie tłumaczona przez szczególną teorię względności. Zakładając, że ruch Ziemi odbywa się prostopadle do kierunku rozchodzenia się fali świetlnej z gwiazdy, stanowiąc układ nieruchome źródło – ruchomy obserwator. Gwiazda wysyła fale o częstotliwości {\displaystyle f_{0},} które zgodnie z relatywistycznym efektem Dopplera są odbierane przez obserwatora na Ziemi jako fale o większej częstotliwości. Zgodnie z relatywistyczną transformacją kąta, kąt obserwacji fali w układzie spoczywającym:
{\displaystyle \operatorname {tg} \theta ={\frac {\sin \alpha }{\gamma (\cos \alpha +\beta )}},}
gdzie:
{\displaystyle \beta ={\frac {v}{c}},}
{\displaystyle \alpha } – kąt w układzie poruszającym się.
Stosując relatywistyczną transformację kąta, traktując Ziemię jako układ spoczywający, a gwiazdę za obiekt poruszający się, dla aberracji światła uzyskujemy w pełni poprawny wzór na kąt aberracji:
{\displaystyle \operatorname {tg} \theta =\gamma \beta ={\frac {v}{c{\sqrt {1-\beta ^{2}}}}}.}
Wzór ten musi być stosowany dla dużych względnych wartości prędkości obserwatora i gwiazdy (istotne przy obserwacji odległych gwiazd). Poza tym ruch względny Ziemi i gwiazdy można przy pomocy relatywistycznego składania prędkości sprowadzić do ruchu jednego układu względem spoczywającego drugiego.

## Rodzaje aberracji
Rozróżnia się kilka składników aberracji światła związanych z różnymi składowymi ruchu obserwatora:
- aberracja dzienna – wynikająca z ruchu obrotowego Ziemi; jej maksymalna wielkość to 0,32 sekundy łuku[4],
- aberracja roczna – (najważniejszy rodzaj aberracji światła) spowodowana ruchem orbitalnym Ziemi – maksymalna wartość to 20,5 sekundy łuku (tzw. stała aberracji rocznej)[4],
- aberracja wiekowa – spowodowana ruchem Układu Słonecznego względem okolicznych gwiazd[4].

Aberracja roczna jest historycznie pierwszym dowodem na ruch Ziemi wokół Słońca.

## Test na istnienie eteru
Zjawisko aberracji zostało wykorzystane w eksperymencie przeprowadzonym w roku 1871 przez George’a Biddella Airy’ego do sprawdzenia istnienia hipotetycznego ośrodka rozchodzenia się fal elektromagnetycznych (w tym światła), zwanego eterem, „unoszonego” przez Ziemię. Według hipotezy o istnieniu eteru, wielkość aberracji powstającej w związku z ruchem Ziemi, powinna być inna mierzona w teleskopie wypełnionym wodą, a inna mierzona teleskopem wypełnionym powietrzem. Airy napełnił tubę teleskopu wodą, aby sprawdzić przewidywaną zmianę kąta aberracji – tzw. odchylenie Fresnela, gdyby eter istniał – i mierzył teleskopem ów kąt odchylenia dla światła wybranych gwiazd. Eksperyment nie wykazał żadnej zmiany wielkości aberracji. Nazwano więc ten eksperyment – Airy’s failure (niepowodzenie), ponieważ nie potwierdził on istnienia eteru. (Inne eksperymenty fizyczne również obaliły hipotezę eteru.)